# 2021 RR205
2021 RR205, também escrito como 2021 RR205, é um objeto transnetuniano extremo e sednoide que está localizado além da extensão externa do cinturão de Kuiper em uma órbita distante e altamente excêntrica separada da influência gravitacional de Netuno, com uma grande distância de periélio de 55,5 unidades astronômicas (UA). Seu grande semieixo maior (~ 1.000 UA) sugere que é potencialmente um objeto da nuvem de Oort interna. Como 2013 SY99, 2021 RR205 está há 50–75 UA de lacuna do periélio que separa os objetos destacados dos sednoides mais distantes; estudos dinâmicos indicam que tais objetos na borda interna desta lacuna experimentam fracamente a "difusão", ou migração orbital interna devido a minúsculas perturbações de Netuno. Ele possui uma magnitude absoluta de 6,74 e tem um diâmetro estimado entre 100 e 200 quilômetros.

## Descoberta
2021 RR205 foi descoberto no dia 5 de setembro de 2021 pelos astrônomos Scott Sheppard, David Tholen e Chad Trujillo, por meio do telescópio Subaru, no Observatório de Mauna Kea, no Havaí.

## Órbita
A órbita de 2021 RR205 tem uma excentricidade de 0,94395 e possui um semieixo maior de 990,9 UA. O seu periélio leva o mesmo a uma distância de 55,541 UA em relação ao Sol e seu afélio a 1926 UA.